# Бен-Буали, Абделькадер
Абделькадер Бен-Буали (фр. Abdelkader Ben Bouali; 25 октября 1912 или 15 октября 1912, Эш-Шелифф — 23 февраля 1997, Алжир) — французский футболист алжирского происхождения, игравший на позиции защитника. Участник чемпионата мира 1938 года.

## Биография

### Клубная карьера
Начал профессиональную карьеру во Французском Алжире. В 1933 году перешёл в «Монпелье» и за «паладинов» отыграл в течение трёх сезонов. Став основным и ключевым игроком команды, в 1936 году присоединился к клубу «Сет», один из ведущих французских клубов в то время.
Затем Бен-Буали перешёл в «Марсель», в котором играл в течение двух сезонов, выиграл чемпионский титул в 1937 году и Кубок Франции в 1938 году. В последующие годы играл во Франции за парижский «Расинг» и «Тулузу». Во время Второй мировой войны, которая привела к оккупации страны, играл в Марокко за «Видад», в котором в 1946 году завершил карьеру.

### Карьера в сборной
23 мая 1937 года сыграл первую и единственную игру за сборную Франции в товарищеском матче со сборной Ирландии; матч закончился поражением французов со счётом 2:0. Был в заявке сборную Франции на чемпионате мира 1938 года, но на турнире на поле так и не вышел.

### Смерть
Скончался 23 февраля 1997 года в Алжире в возрасте 84 лет.

## Достижения
«Марсель»
- Чемпион Франции (1): 1936/37
- Обладатель Кубка Франции (1): 1937/38